# トルクメニスタンの文化

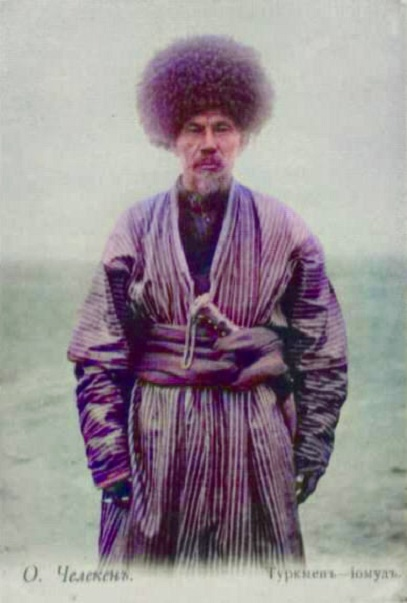
伝統衣装に身を包んだヨムート族のトルクメン人、20世紀初頭

本項目では、トルクメニスタンの文化について概説する。

## 概要
トルクメン人は伝統的に遊牧民として生活してきており、トルクメン人の近代化を図ったものの成功を収めたとはいえないソビエト連邦が崩壊した今日においても同様である。実際、彼らは1930年代にヨシフ・スターリンによって強制的にまとめあげられるまで一度もまとまった国家や民族集団を形成したことがなかった。国家としてまとまる以前、トルクメン人は幾つかの部族にわかれており、それぞれの部族は独自の方言を話し、独自の民族衣装を着て生活していた。トルクメン人は「トルクメン絨毯」を制作することで有名であるが、この絨毯は西洋ではしばしば「ブハラ絨毯」と誤った名称で呼ばれる。トルクメン絨毯は色鮮やかで精巧な作りになっており、様々なトルクメニスタンの部族間の区別をつける際に非常に重宝する。

## 宗教
トルクメン人はスンナ派を信仰する者が多いが、地方の遊牧民の多くはイスラム教の戒律を厳密には守らず、イスラム教以前の精霊信仰とあわせて信仰している。
現代においてもトルクメン人は霊的なものを信じる傾向にあるが、それは決して攻撃的な宗教ではない。

## 衣装
トルクメン人はいかなる場所においてもテルペク(telpek)という、アフロヘアーを思わせる羊の毛皮を用いた大きな黒い帽子を伝統衣装として身に着けており、これにより出身部族を見分けることができる。伝統的な衣装としては、男性は毛が四方に飛び出した高い帽子を被り、白いシャツの上に赤いローブ型のドン(don)を着用する。女性は細身のズボン(balak)の上にワンピースに似た衣装のクイネク(köÿnek)を身に着けている (ズボンは刺繍が施されている足首の位置で裁断されている)。女性の髪飾りは通常銀の装飾品からなる。ブレスレットやブローチには半貴石が嵌めこまれている。

## 言語
首都の外では、公用語であるトルクメン語は最も使用頻度の高い言語である。アシガバートでロシア語の会話ができない者を見かける機会は少ないが、トルクメニスタンの伝統文化を復興させようという近年の試みにより、トルクメン語は急速に国内における第一言語の地位を固めつつある。
トルクメニスタン文学において有名な人物としては詩人のマフトゥムグル・フラーギとメンメトゥエリ・ケミネがいる。
トルクメニスタンの音楽はホラーサーンの音楽と非常に似ている。

## ギャラリー

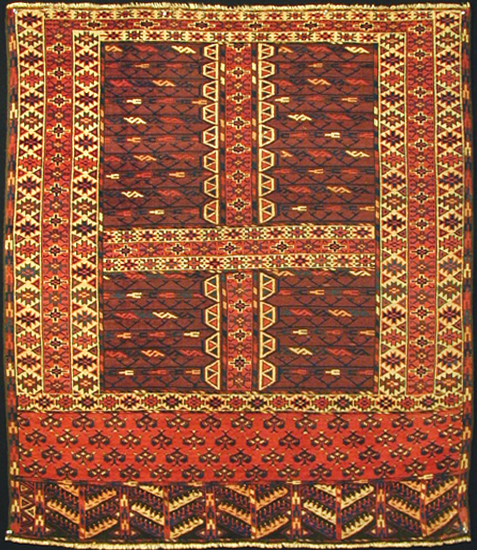
ヨムート絨毯（英語版）
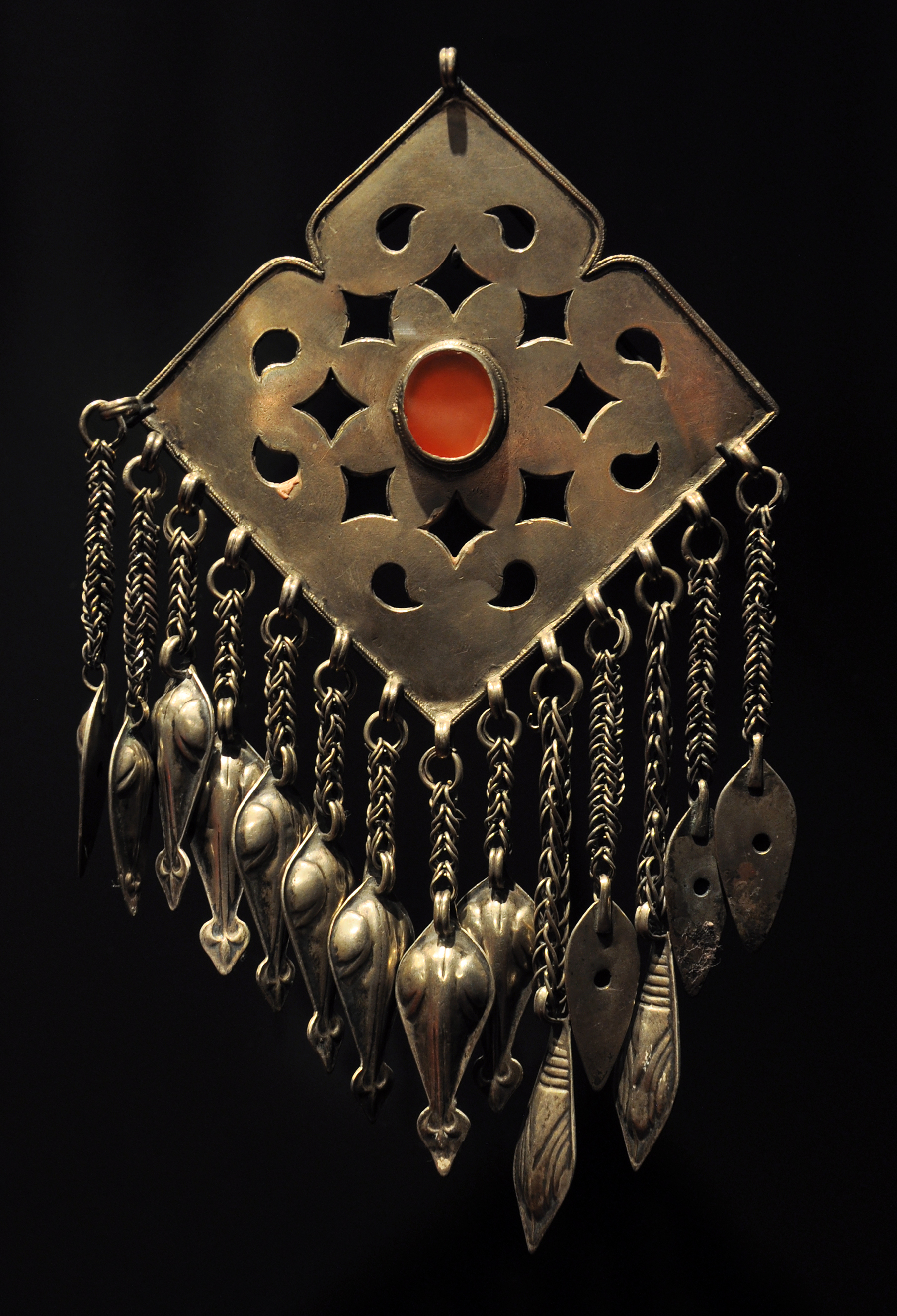
トルクメニスタンの女性の宝石、金属、カーネリアン、20世紀。ケ・ブランリ美術館収蔵
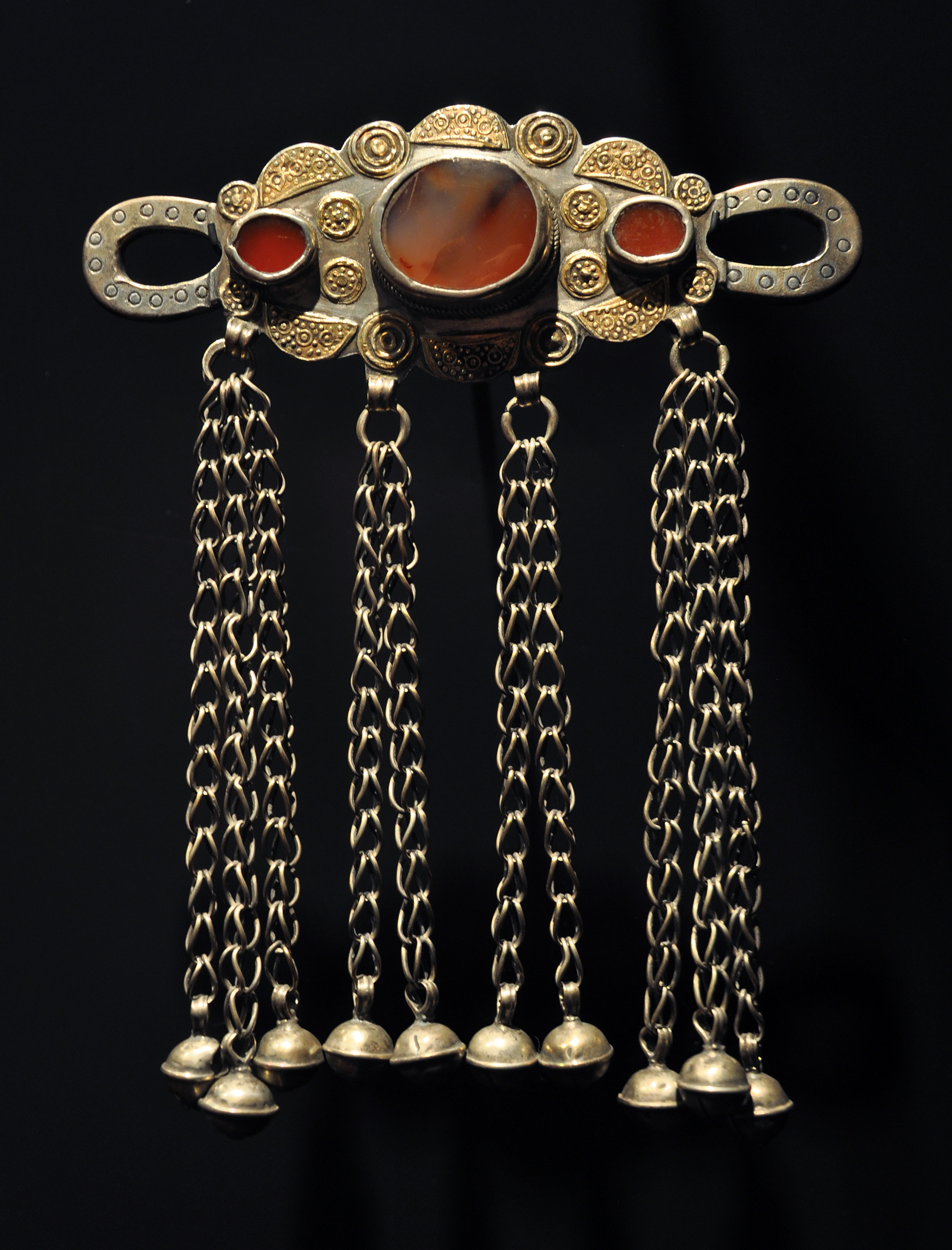
トルクメニスタンの女性の宝石、銀、金、カーネリアン、20世紀。ケ・ブランリ美術館収蔵